# Cestovní kancelář mládeže
Cestovní kancelář mládeže (CKM) byla československá cestovní kancelář s národní působností spadající pod Socialistický svaz mládeže (SSM).
Cestovní kancelář mládeže vznikla v roce 1964 transformací cestovního odboru Ústředního výboru Československého svazu mládeže (ÚV ČSM). Na začátku 70. let přešla pod Socialistický svaz mládeže. Zaměřovala se zejména na segment cestování mladých lidí od 15 do 30 let a organizovala zájezdy zejména pro skupiny členů SSM. Jednotlivci se mnoha zájezdů účastnit nemohli, důvodem mohla být obava z emigrace. Cílovými destinacemi bylo především Československo a další země socialistického bloku (Německá demokratická republika, Jugoslávie, Maďarsko, ale i Severní Korea nebo Kuba). CKM pořádala zájezdy i na různé sportovní akce včetně olympijských her nebo mistrovství světa a organizovala výměnné pobyty a studijní praxe. Zimní nabídku tvořily týdenní nebo víkendové pobyty například na Šumavě, v Jeseníkách, Beskydech nebo Nízkých Tatrách. Organizovala ale zájezdy i na západ – do roku 1979 této možnosti využilo 1600 osob. Zájem o zájezdy byl velký, na atraktivní zájezdy se často stály dlouhé fronty. Poptávka po ubytování často převyšovala ubytovací možnosti. Ve své době byla CKM jednou z mála cestovních kanceláří, které měly privilegium prodávat letenky. Pobočky CKM byly zejména v krajských městech Československa, ale i v Sovětském svazu. Do roku 1989 byla CKM jedinou cestovní kanceláří specializující se na děti a mladistvé. Spolu s Čedokem se jednalo o dvě největší cestovní kanceláře na tehdejším trhu. Oproti konkurenčnímu Čedoku však byly zájezdy CKM levnější.
Po roce 1989 byla CKM převedena na akciovou společnost. Kvůli špatné ekonomické situaci byla značka nabídnuta k odkupu a v roce 1996 jednotná CKM zanikla. Pod jménem CKM následně vzniklo několik samostatně fungujících subjektů, například v Praze, Plzni, Olomouci nebo Českých Budějovicích.